# کاواک اپتیکی
پایداری سیستم‌های اپتیکی فقط برای کاواک‌ها یا رزوناتورها در مبحث لیزر مطرح می‌شود.
کاواک‌ها تشدید کننده‌های باز هستند که تنها دو طرف آن‌ها توسط دو آینه بسته‌است. میان دو آینه یک محیط فعال وجود دارد، محیط فعال از ماده‌ای (جامد، مایع یا گاز) تشکیل شده‌است که الکترون‌های آن بر اثر عمل برانگیختگی به مقدار معین انرژی نشر می‌کنند و این انرژی باید تجمع پیدا کند و زیاد شود بنابراین برای تقویت این انرژی در دو طرف کاواک دو آینه قرار داده می‌شود.
شکل زیر ساختمان یک کاواک را نشان می‌دهد: 

کاواک‌های پایدار دوآینه‌ای با آینه‌های مختلف، درون این کاواک‌ها پرتوها در حال رفت‌وآمدند.

## تعریف پایداری در یک کاواک
اگر در یک کاواک پرتوهای نور که در حال رفت‌وآمد میان آینه‌ها یا عدسی‌های آن هستند، نتوانند فرار کنند، می‌گوییم کاواک پایدار است.
کاواک‌ها دو نوع هستند یا پایدارند یا نا پایدار؛ که در صنایع لیزری هر دو نوع پایدار و ناپایدار آن کاربرد دارند؛ البته بیش تر از کاواک‌های پایدار استفاده می‌شود. کاواک‌های ناپایدار نیز در تأسیسات پر انرژی به کار برده می‌شوند تا بر اثر تجمع انرژی در دو طرف کاواک تأسیسات تولید لیزر نابود نگردد.
در یک کاواک پایدار پرتوها به سمت کانونی شدن می‌روند و در یک مسیر تناوبی حرکت می‌کنند؛ اما در یک کاواک ناپایدار پرتوها پس از چند بار رفت‌وآمد از داخل کاواک خارج می‌شوند.

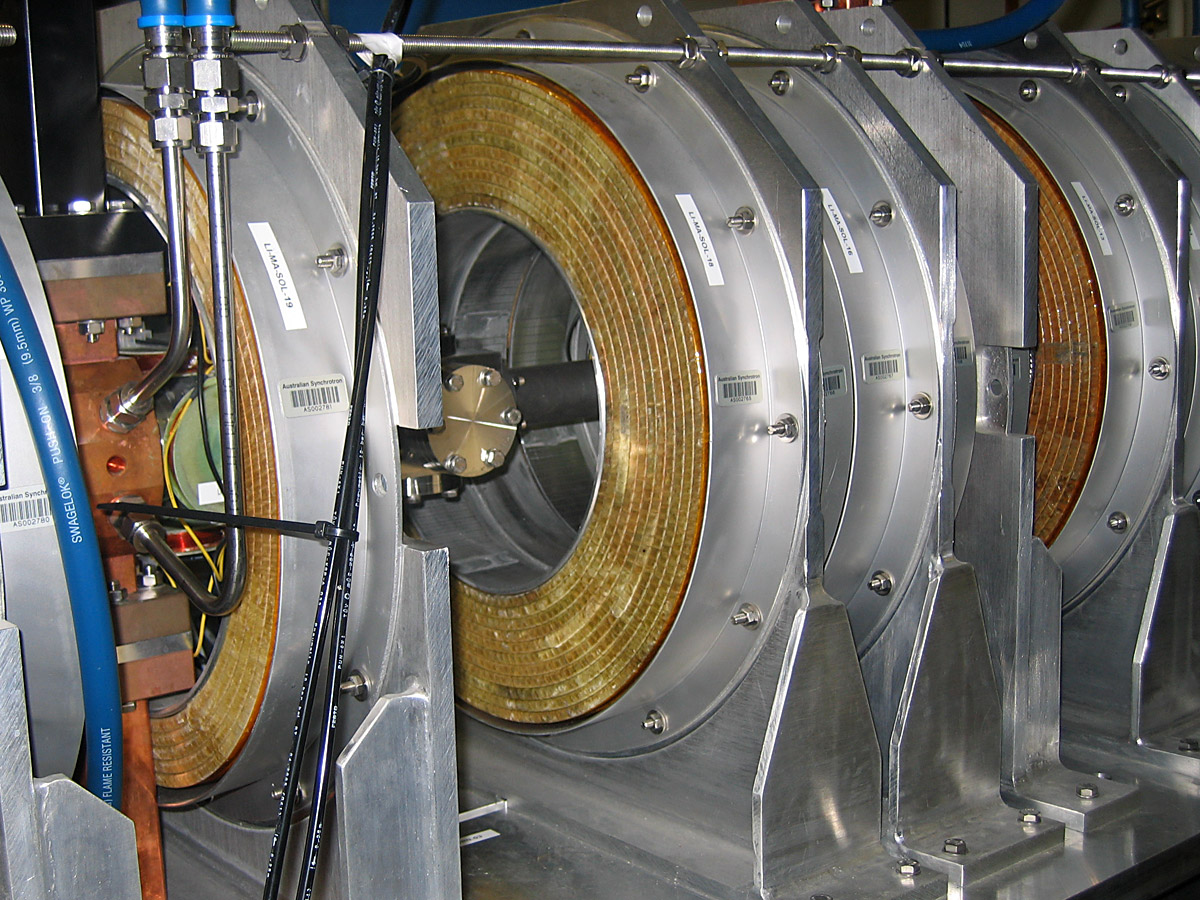
RF cavities in the linac of the Australian Synchrotron are used to accelerate and bunch beams of الکترونs; the linac is the tube passing through the middle of the cavity

کاواک نمایش داده شده شامل چندین عدسی است که با دانستن ماتریس‌های عدسی‌های واقع در مسیر یک پرتوی نور، می‌توان با ضرب آن‌ها در یک دیگر، ماتریس نوری کل سامانه را به دست آورد.
بر اساس یک قرارداد کلی ترتیب ضرب ماتریس‌های عناصر نوری عکس ترتیب برخورد نور با آن عناصر است؛ یعنی ماتریس هر عنصری که پرتو دیرتر به آن برخورد می‌کند، زود تر نوشته می‌شود.
برای بررسی پایداری یا عدم پایداری بک سیستم تنها کافی است سلول واحد یا یاختهٔ واحد را مورد تجزیه و تحلیل قرار دهیم؛ زیرا مسیر پرتو در طول کاواک به صورت چندین سلول واحد و به طور متناوب تکرار می‌شود.
برای این که ببینیم پرتو در یک کاواک پایدار است یا نه باید ماتریس انتقال پرتو آن را یافته و سپس {\displaystyle {\frac {A+D}{2}}} را پیدا کنیم. اثبات می‌شود که چنانچه {\displaystyle {\frac {A+D}{2}}}، در ماتریس کاواک بین ۱ و ۱- باشد کاواک پایدار است و در غیر این صورت کاواک ناپایدار بوده و پرتو از آن فرار می‌کند.